# Malgrate

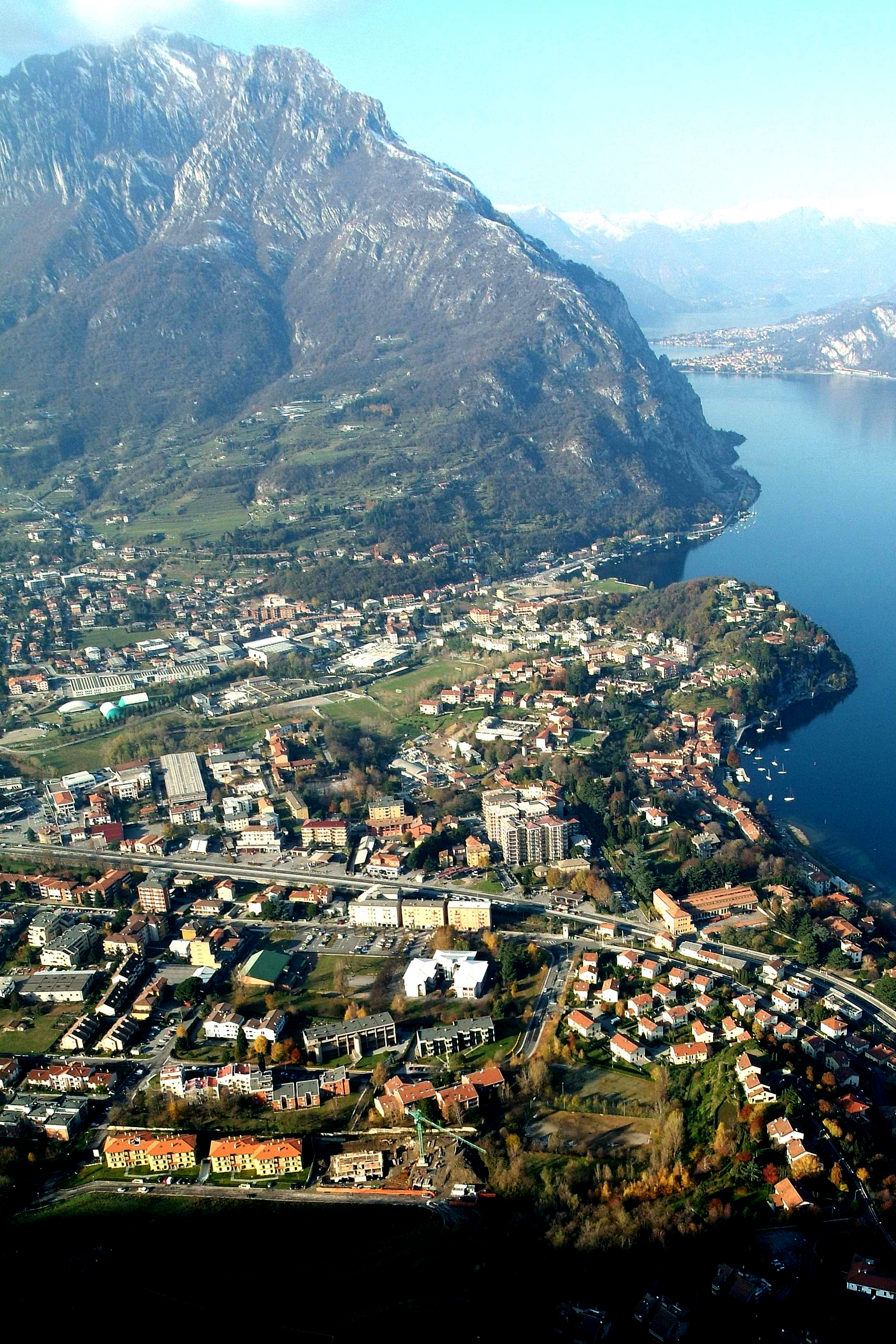
Malgrate

Malgrate ist eine Gemeinde in der Provinz Lecco in der italienischen Region Lombardei mit 4172 Einwohnern (Stand 31. Dezember 2023).

## Geographie
Malgrate liegt gegenüber der Provinzhauptstadt Lecco, nur durch den Comer See getrennt, 45 km nordöstlich der Millionen-Metropole Mailand.
Die Nachbargemeinden sind Galbiate, Lecco und Valmadrera.

## Bevölkerung
| Bevölkerungsentwicklung | Bevölkerungsentwicklung | Bevölkerungsentwicklung | Bevölkerungsentwicklung | Bevölkerungsentwicklung | Bevölkerungsentwicklung | Bevölkerungsentwicklung | Bevölkerungsentwicklung | Bevölkerungsentwicklung | Bevölkerungsentwicklung | Bevölkerungsentwicklung | Bevölkerungsentwicklung | Bevölkerungsentwicklung | Bevölkerungsentwicklung | Bevölkerungsentwicklung | Bevölkerungsentwicklung | Bevölkerungsentwicklung |
| ----------------------- | ----------------------- | ----------------------- | ----------------------- | ----------------------- | ----------------------- | ----------------------- | ----------------------- | ----------------------- | ----------------------- | ----------------------- | ----------------------- | ----------------------- | ----------------------- | ----------------------- | ----------------------- | ----------------------- |
| Jahr                    | 1861                    | 1871                    | 1881                    | 1901                    | 1911                    | 1921                    | 1931                    | 1951                    | 1961                    | 1971                    | 1981                    | 1991                    | 2001                    | 2011                    | 2022                    |                         |
| Einwohner               | 787                     | 879                     | 834                     | 923                     | 1189                    | 1248                    | 1412                    | 1928                    | 2110                    | 3631                    | 3914                    | 4137                    | 4207                    | 4216                    | 4295                    |                         |
| Quelle: ISTAT           |                         |                         |                         |                         |                         |                         |                         |                         |                         |                         |                         |                         |                         |                         |                         |                         |

## Kultur und Sehenswürdigkeiten
- Pfarrkirche San Leonardo und Fest des Ortspatrons am 6. November
- Kirche San Carlo Borromeo
- Kirche Sant’Antonio Abate
- Kirche San Grato
- Betkapelle dei morti alla Crocetta
- Palast Agudio
- Schloss Malgrate

## Söhne und Töchter der Stadt
- Italo Dell’Oro (* 1953), katholischer Ordensgeistlicher, Weihbischof in Galveston-Houston
- Angelo Scola (* 1941), emeritierter Erzbischof von Mailand und Kardinal der römisch-katholischen Kirche

## Bilder

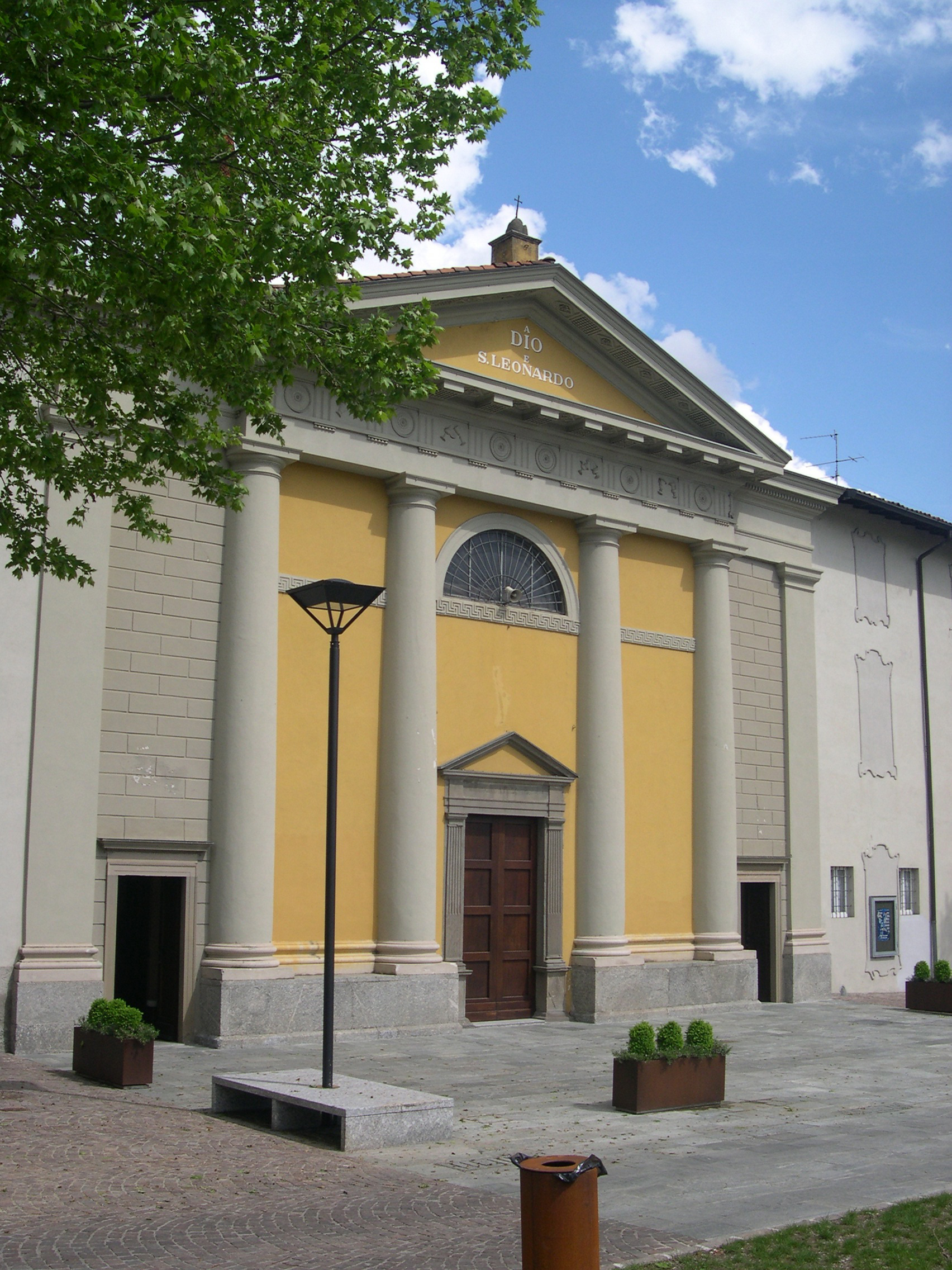
Pfarrkirche San Leonardo di Noblac
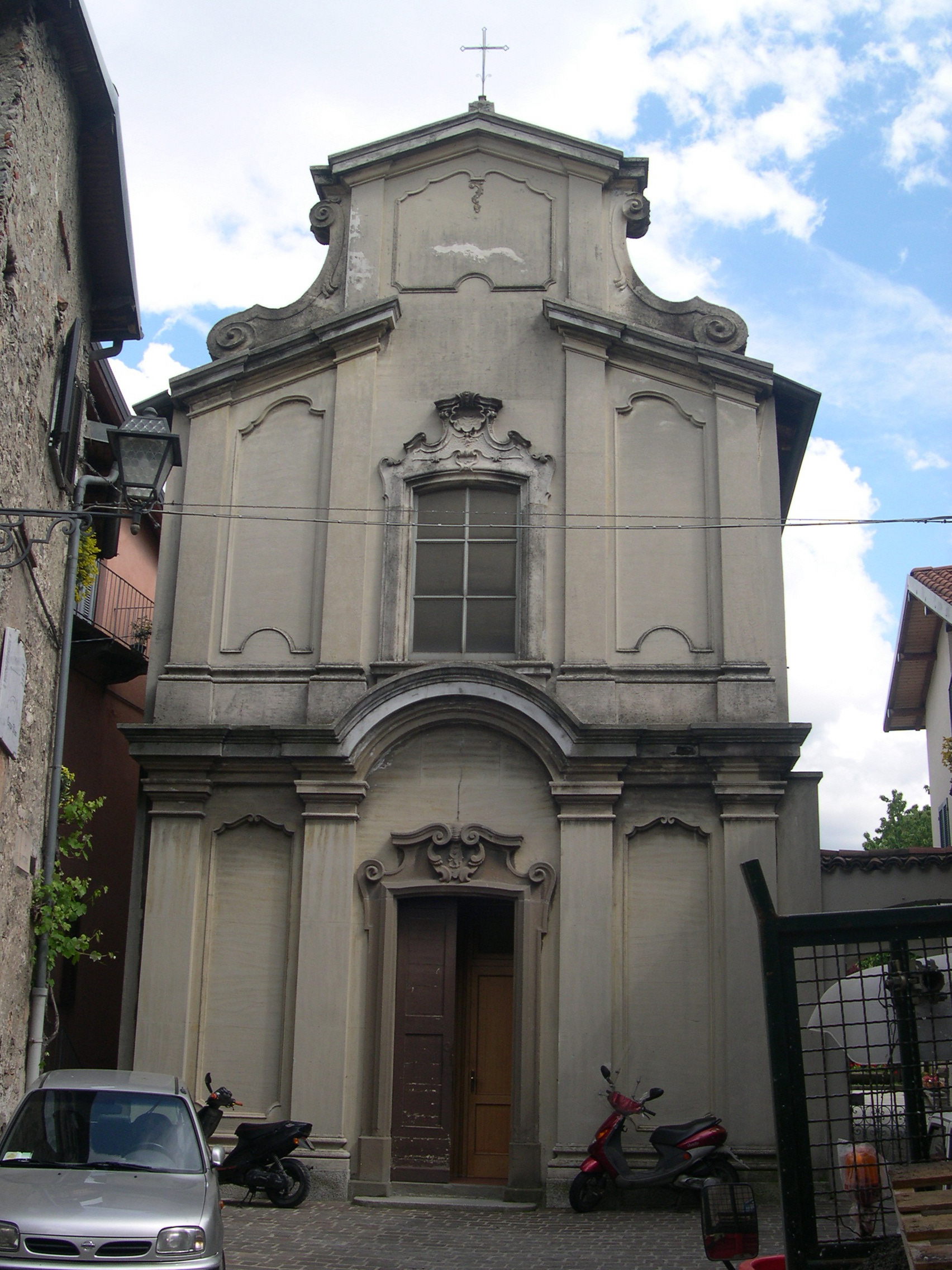
Kirche Sant’Antonio Abate
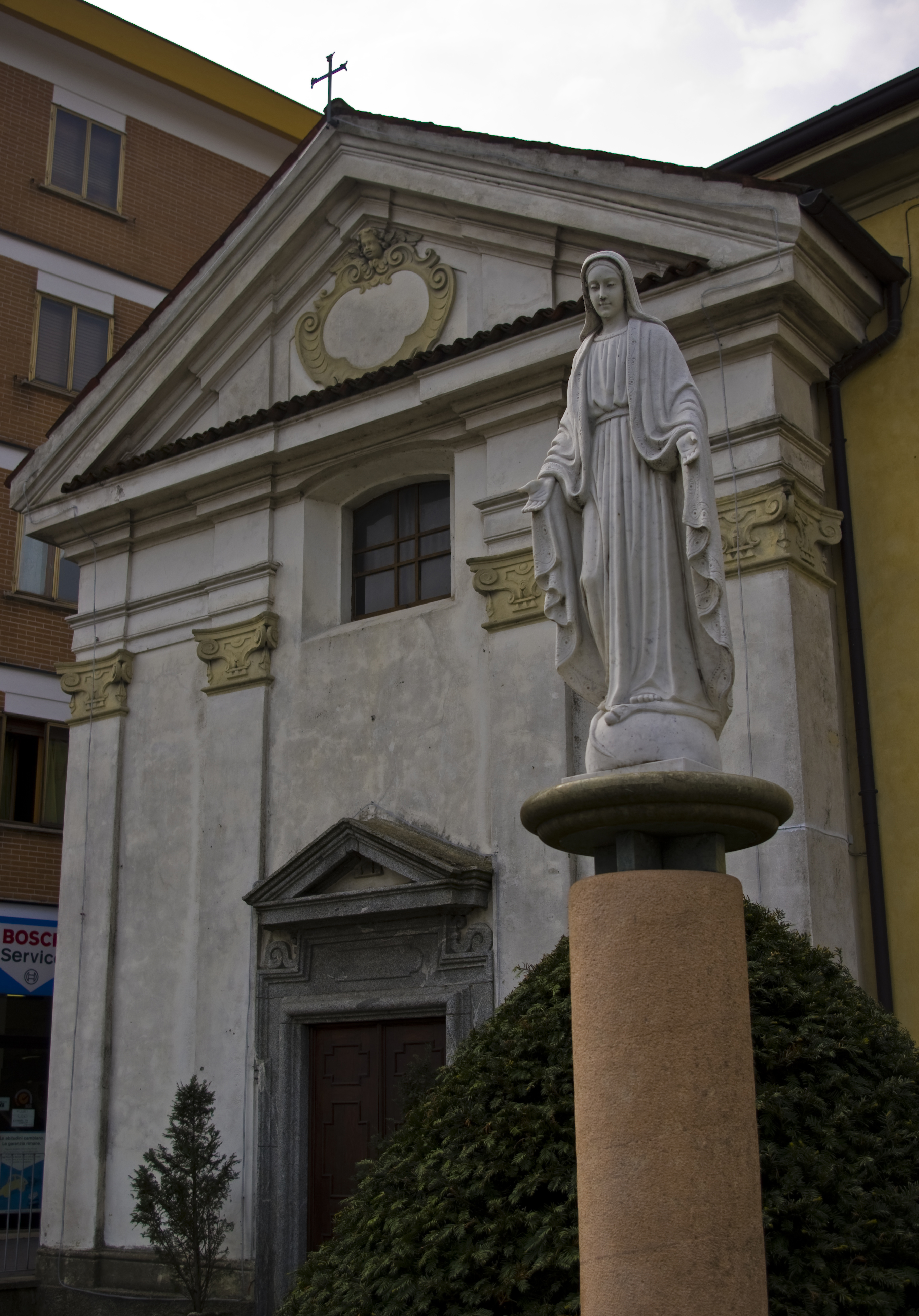
Kirche San Carlo
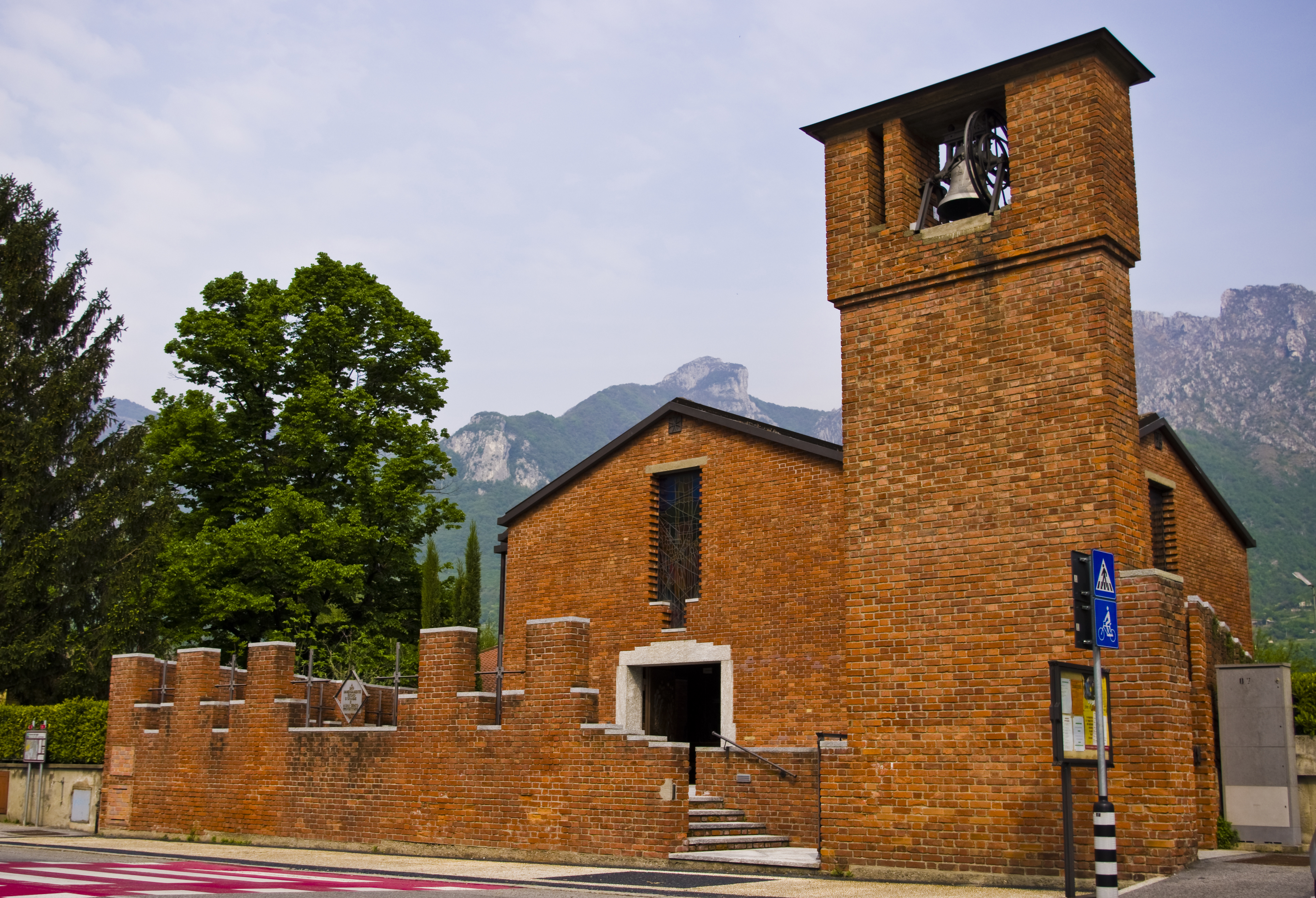
Kirche San Grato
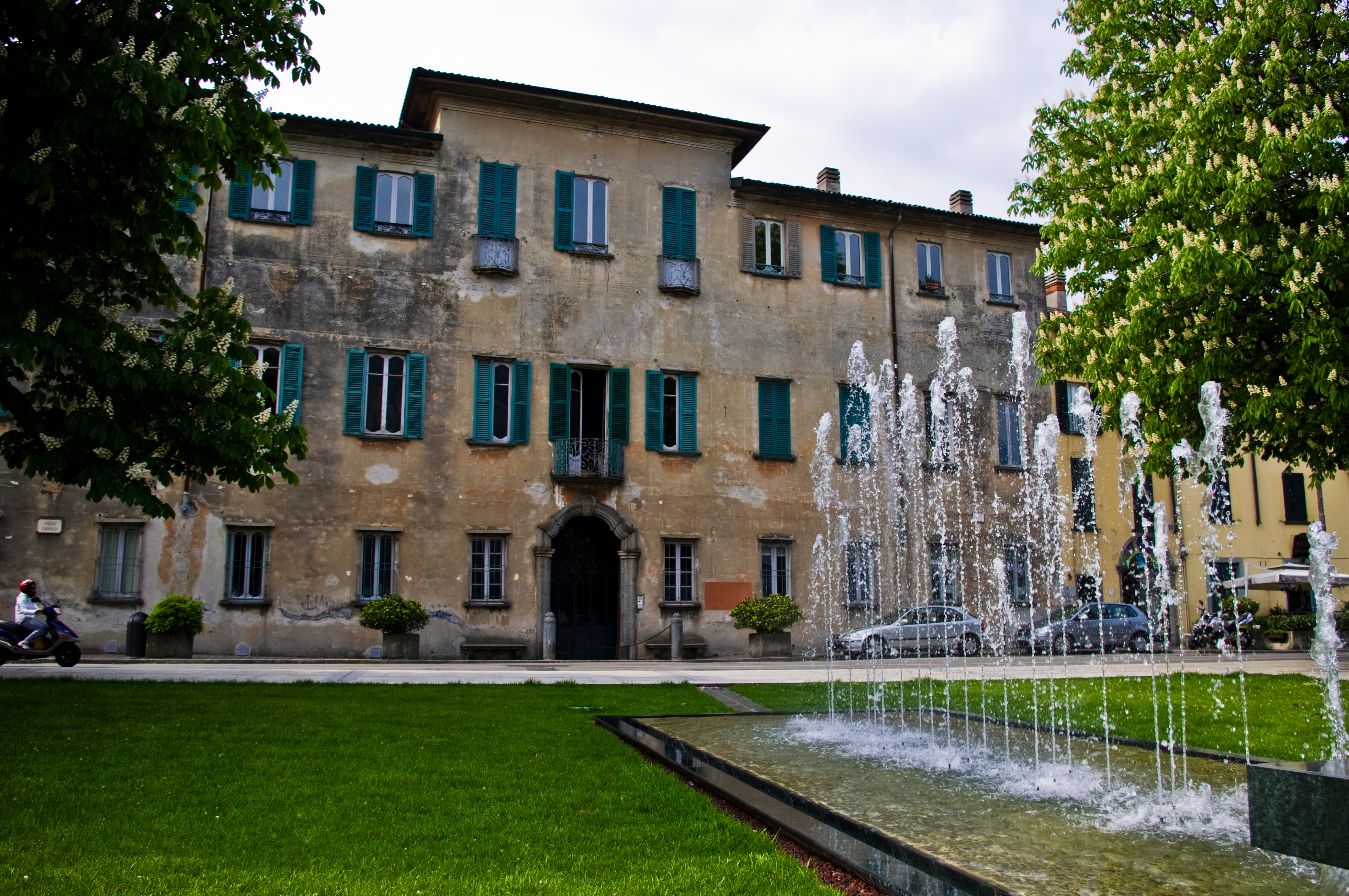
Palazzo Agudio (Gemeindehaus)